# ژاندویس
ژاندویس (به پرتغالی: Janduís) یک منطقهٔ مسکونی در برزیل است که در ریو گرانده شمالی واقع شده‌است. ژاندویس ۵٬۲۴۸ نفر جمعیت دارد.